# Luis Lamas
Luis María Lamas (1793 o 1798 – Rosario, 1864) è stato un politico uruguaiano.
È stato Presidente dell'Uruguay dal 29 agosto al 10 settembre 1855.